# Eslovaquia en los Juegos Olímpicos de Londres 2012
Eslovaquia estuvo representada en los Juegos Olímpicos de Londres 2012 por un total de 46 deportistas que compitieron en  deportes. Responsable del equipo olímpico fue el Comité Olímpico Eslovaco, así como las federaciones deportivas nacionales de cada deporte con participación.
El portador de la bandera en la ceremonia de apertura fue el tirador Jozef Gönci.

## Medallistas
El equipo olímpico de Eslovaquia obtuvo las siguientes medallas:
| Nombre                                | Deporte               | Competición |
| ------------------------------------- | --------------------- | ----------- |
| Oro                                   |                       |             |
| —                                     |                       |             |
| Plata                                 |                       |             |
| Zuzana Štefečeková                    | Tiro                  | Foso F      |
| Bronce                                |                       |             |
| Michal Martikán                       | Piragüismo en eslalon | C1 M        |
| Pavol Hochschorner Peter Hochschorner | Piragüismo en eslalon | C2 M        |
| Danka Barteková                       | Tiro                  | Skeet F     |